# Скриб (Ирландия)
Скриб (англ. Screeb; ирл. An Scríob) — деревня в Ирландии, находится в графстве Голуэй (провинция Коннахт) у трассы R336.